# Ludvig Sylow
Peter Ludvig Meidell Sylow, född 12 december 1832, död 7 september 1918, var en norsk matematiker som bevisade grundläggande resultat inom gruppteori, däribland Sylows satser.
Sylow var realskolelärare i Halden, Norge, från 1858 till 1898 och var föreläsare i Galoisteori vid Christiania universitet 1862, då han började fundera på frågor som skulle leda till Sylows satser. 1872 publicerade han sina satser och tillbringade de påföljande åtta åren med att sammanställa Niels Henrik Abels matematiska arbeten ihop med Sophus Lie. 
Sylow var redaktör för Acta Mathematica från 1894, då han även blev utnämnd till hedersdoktor vid Köpenhamns universitet. 1898 blev han utnämnd till extraordinär professor av Stortinget och föreläste vid Oslo universitet fram till nästan 85 års ålder.